# Starovzhodnoslovanščina
Stárorúščina (ustreznejše je poimenovanje starovzhodnoslovanščina) (rusko древнеру́сский язы́к, belorusko stararúskaja móva, ukrajinsko давньоукраїнська, давньоруська, давньокиївська мова) je oznaka za splošni jezik vzhodnih Slovanov v času od 7. do 14.-15. stoletja. Staroruščina torej ni stara ruščina, temveč skupni prednik današnje beloruščine, rusinščine, ukrajinščine in tudi ruščine.

## Značilnosti
Staroruščina je vsebovala veliko različnih narečij. Staroruska narečja niso sovpadala s sodobnimi. V staroruščini ni bilo »akanja«. »Cokanje« (nerazločevanje črk c in č) pa je bilo za razliko prisotno že od davnih časov. Zelo stara je tudi raba sičnega [ґ] ([ɡ]) v severnih narečjih in priporniškega [ғ]([ɣ]) v južnih.
Večjo svojevrstnost je predstavljalo narečje starodavnega Novgoroda, ki je bilo znano po najdbah brezovih listin.
Nosniški glasovi (ѧ, ѫ) so bili v staroruščini še v času pisanih virov. V 12. in 13. stoletju je v staroruščini prišlo do korenite prenove zaradi upadanja omejenih glasov (ъ, ь).
K vzhodnim Slovanom je v 10. stoletju poleg pismenosti v knjigah iz slovanskega juga prišla tudi staroslovanščina, oziroma cerkvenoslovanščina. Cerkvenoslovanščino so vzhodni Slovani kot jezik bogoslužja in duhovne književnosti ter zaradi velike sorodnosti v zgradbi kmalu sprejeli kot knjižni jezik. Skozi čas je jezik vse bolj dobival ruski pridih, oziroma je bil v mnogih elementih vključen v staroruski knjižni jezik, kasneje pa tudi v sodobno knjižno ruščino. Od 10. stoletja je s posredovanjem cerkvenoslovanščine na rusko kulturo in stoletje prej na slovanski jug začela vplivati po obliki in vsebini bogata bizantinska kultura, oziroma sredozemska kultura.
Že v 11. stoletju cerkvenoslovanščina ni bila le verski jezik in je začela vstopati tudi na druga kulturna področja. Nekatera, po vsebini svetovna dela bizantinske kulture so prevedli iz grščine v cerkvenoslovanščino. Na primer Aleksandrida, Zgodovina judovske vojne Josipa Flavija in druga. V Kijevski Rusiji so se tako v relativno kratkem času začeli razvijati mnoge zvrsti bizantinske književnosti in znanosti: bogoslužna besedila, življenjepisi, apokrifi, kronike, zgodovinska in naravoslovna besedila in drugo. V Kijevski Rusiji so nastajala tudi izvirna književna dela. Njihov jezik kaže na združitev cerkvenoslovanščine z vzhodnoslovanskimi elementi in se je od dela do dela razlikoval (npr. Pesem o pohodu Igorjevem (Слово о плъку Игоревѣ), Beseda o zakonu in blagostanju (Слово о закону и благодати), dela Vladimirja Monomaha idr.). V besedilih upravno-pravne narave (npr. Ruska pravica (Русская правда)) je bilo elementov cerkvenoslovanščine manj. Velika notranja jezikovna razdvojenost je značilna za letopise, ker so obsegali elemente raznih žanrov.
V celoti se je oblikovanje staroruskega knjižnega jezika odvijalo v znamenju prepletanja in vzajemnega vpliva elementov ljudskega govora na eni strani (v upravnih, pravnih, poslovnih, diplomatskih in sorodnih besedilih) ter cerkvenoslovanščine na drugi strani. Dejstva, da so spomeniki staroruske pismenosti obsegali v osnovi tudi cerkveno književnost, svetovno književnost in poslovne dokumente z veliko notranjo žanrsko razdvojenostjo, to potrjujejo. Odnos cerkvenoslovanskih in vzhodnoslovanskih elementov v stvarnih besedilih se je moral zelo razlikovati v različnih delih in celo znotraj istega žanrskega raznovrstnega dela, kar je povzročilo izrazito jezikovno slogovno funkcionalno razslojenost staroruščine v okviru enotnega knjižnega jezika. Ta jezik, ki je nastal v Kijevski Rusiji, je kasneje postal knjižni jezik Moskovske kneževine.
Staroruščino so povsod pisali v cirilici. Književnih zapisov v glagolici na področju Kijevske Rusije niso našli. Sicer pa so se ohranili nekateri ostanki stenskih zapisov, ki so vsebovali glagolico, kot je na primer Sofijski sabor Velikega Novgoroda.